# Kopany
Kopany (690 m n.p.m.) – szczyt w bocznym grzbiecie Pasma Błatniej w Beskidzie Śląskim.
Znajduje się na północno-wschodnim ramieniu Przykrej, które poprzez szczyty Wysokie, Kopany i Palenica biegnie na północ. Zachodnie zbocza Kopanego opadają do Potoku Wysokiego, wschodnie do Jeziora Wapienickiego. Szczyt i stok porośnięte lasem, ale dawniej na grzbiecie była polana, obecnie zarastające lasem. Na wschodnich zboczach opadających do Jeziora Wapienickiego duży rezerwat przyrody Jaworzyna.

## Szlak turystyczny
Grzbietem Kopanego biegnie granica między wsią Jaworze i miastem Bielsko-Biała, oraz niebieski szlak na Błatnią. Z samego szczytu rozciąga się widok na Dolinę Wapienicy i okoliczne szczyty, m.in. Cyberniok, Stołów, Trzy Kopce Wiślańskie. Do szczytu prowadzi także stroma ścieżka wychodząca od strony pętli za zaporą.
 Wapienica Górna – Jezioro Wapienickie – Kopany – Wysokie – Góra Przykra – Siodło pod Przykrą – Błatnia. Odległość 8,2 km, suma podejść 560 m, czas przejścia 2:30 godz., z powrotem 1:50 godz.